# Diocesi di Shantou
La diocesi di Shantou (in latino: Dioecesis Scianteuvensis) è una sede della Chiesa cattolica in Cina suffraganea dell'arcidiocesi di Guangzhou. Nel 1950 contava 30.000 battezzati su 5.000.000 di abitanti. La sede è vacante.

## Territorio
La diocesi si trova nella parte meridionale della provincia cinese di Guangdong.
Sede vescovile è la città di Shantou, dove sorge la cattedrale di San Giuseppe, costruita nel 2006.

## Storia
Il vicariato apostolico di Chaozhou (Kiaotsu) fu eretto il 6 aprile 1914 con il breve Sollemne Domini di papa Pio X, ricavandone il territorio dal vicariato apostolico di Guangdong (oggi arcidiocesi di Guangzhou).
Il 18 agosto 1915 assunse il nome di vicariato apostolico di Shantou (Swatow).
Il 20 febbraio 1929 ha ceduto una porzione del suo territorio a vantaggio dell'erezione della prefettura apostolica di Jiaying (oggi diocesi di Meixian).
L'11 aprile 1946 il vicariato apostolico è stato elevato a diocesi con la bolla Quotidie Nos di papa Pio XII.
Nel 1981 è stato eletto vescovo "ufficiale" della diocesi monsignor Jean Cai Tiyuan, deceduto il 24 novembre 1997: figura preminente della chiesa cattolica cinese, vice presidente dell'Associazione patriottica cattolica cinese, direttore della commissione liturgica della Conferenza episcopale ufficiale, membro del Congresso nazionale popolare dal 1988.
Nel 2006 il papa ha nominato vescovo di Shantou il sacerdote Peter Zhuang Jianjian, ordinato segretamente.
Il 14 luglio 2011 è stato ordinato nella cattedrale di Shantou Joseph Huang Bingzhang, candidato eletto dal popolo l'11 maggio 2011 senza il consenso della Santa Sede. L'ordinazione, che nelle settimane precedenti aveva suscitato tensioni nella chiesa locale, non è stata riconosciuta da Roma e Joseph Huang Bingzhang, "ordinato senza mandato pontificio e quindi illegittimamente", è stato scomunicato dal papa.
A seguito dell'accordo del 2018 tra Santa Sede e Repubblica popolare cinese sulla nomina dei vescovi, il conflitto sul vescovo legittimo di Shantou è stato risolto: Pietro Zhang Jianjian, ormai ottantasettenne, è diventato vescovo emerito, mentre Giuseppe Huang Bingzhang, rientrato nella piena comunione con il papa, ha potuto assumere legittimamente l'incarico pastorale di guidare la diocesi. La comunicazione della Santa Sede è stata ricevuta dagli interessati il 12 dicembre 2018 a Pechino nell'ambito di una celebrazione ecclesiale. Il passaggio di consegne è stato celebrato il 22 gennaio 2019 in una cerimonia nella chiesa della contea di Jiexi cui hanno preso parte entrambi i prelati.

## Cronotassi dei vescovi
Si omettono i periodi di sede vacante non superiori ai 2 anni o non storicamente accertati.
- Adolphe Rayssac, M.E.P. † (17 luglio 1914 - 1º maggio 1935 dimesso)
- Charles Vogel, M.E.P. † (9 dicembre 1935 succeduto - 13 aprile 1958 deceduto)
  - Sede vacante
  - Jean Cai Tiyuan † (27 settembre 1981 consacrato - 24 novembre 1997 deceduto) (vescovo ufficiale)
  - Pietro Zhuang Jianjian (18 settembre 2006 consacrato - 12 dicembre 2018 ritirato) (vescovo clandestino)
  - Giuseppe Huang Bing-zhang, dal 14 luglio 2011

## Statistiche
La diocesi nel 1950 su una popolazione di 5.000.000 di persone contava 30.000 battezzati, corrispondenti allo 0,6% del totale.
| anno | popolazione | popolazione | popolazione | presbiteri | presbiteri | presbiteri | presbiteri                | diaconi | religiosi | religiosi | parrocchie |
| anno | battezzati  | totale      | %           | numero     | secolari   | regolari   | battezzati per presbitero | diaconi | uomini    | donne     | parrocchie |
| ---- | ----------- | ----------- | ----------- | ---------- | ---------- | ---------- | ------------------------- | ------- | --------- | --------- | ---------- |
| 1950 | 30.000      | 5.000.000   | 0,6         | 59         | 59         |            | 508                       |         |           | 15        | 30         |